# Johan Daniel Ramus
Johan Daniel Ramus, född 1683 i Trondhjem, död 1762 i Köln, var en dansk-norsk bibliotekarie, son till lektor Melchior Ramus.
Vid faderns död (1693) kom han till Bergens skola och dimitterades därifrån tillsammans med Ludvig Holberg 1702. Han bodde på Regensen 1703-04, kom 1705 till Elers Kollegium och var en begåvad student. 
Tillsammans med en annan student kom han i kontakt med konvertiten Matthias Bagger, som övertalade honom att resa till jesuiterna i Strasbourg. 
Avtal hade träffats med en skeppare, som skulle föra dem till Lübeck; men prästerskapet i Köpenhamn bad polismästaren att ha ett vaket öga på flyktingarna, som misstänktes för avfall från den evangeliska kyrkan.
Ramus arresterades och ställdes inför konsistorium; men mot utfärdandet av en revers (juli 1706), att han inte alls hade tänkt sig att gå över till katolicismen, "saasom han ansaa Papismen for vederstyggeligt Kjætteri og Afguderi", frisläpptes han. 
Senare – årtalet är okänt – reste han utomlands; han gick trots allt över till romersk-katolska kyrkan, blev jesuit och bibliotekarie hos ärkebiskopen av Köln.